# ملح (محافظة العيص)
ملح، قرية من قرى محافظة العيص، والتابعة لمنطقة المدينة المنورة في السعودية.